# Илия Дуков
Илия Атанасов Дуков е български общественик, участник в борбата за българска църковна независимост.

## Биография
Илия Дуков е роден в 1806 година в град Неврокоп, тогава в Османската империя. Учи в местното килийно училище. Замогва се и става собственик на хан. Активно участва в борбите за църковно-национална независимост на българите в Неврокопско и е един от местните лидери на движението. Той е пръв председател на Неврокопската българска община и заема тази длъжност от 1860 до 1871 година. Дуков има важен принос за откриването в Неврокоп на новобългарско училище през 1862 година и на девическо училище през 1867 година и спомага за създаването на читалище „Зора“ (днес „Просвета“). В 1866 – 1867 година временно се увлича от униатската пропаганда. В 1866 година със Стоил Полизоев Дуков пристига в Сяр, за да води преговори с католическия владика Мелетий Драмски. Стефан Веркович обаче ги отклонява от унията и предава молбата им до руския консул в Солун Александър Лаговски, който им обещава да действа пред валията да се позволи богослужение на български в неврокопската църква.
Дуков е един от организаторите на народния събор, проведен през 1869 година в село Гайтаниново, на който се провъзгласява отказването на Неврокопския край от Цариградската патриаршия. През 1873 година в хана на Дуков е свикан учителски събор, на който се основава учителско дружество „Просвещение“.
След погрома на Априлското въстание през 1876 година Дуков е обвинен в революционна дейност, за което е арестуван. През 1891 година се запознава с Васил Кънчов, който пише за него:
| „ | Дядо Илия е бил дълги години най-влиятелното лице от християните във всички градски и казалииски работи в Неврокоп... Сега старостта го е налегнала и той тихо и мирно очаква края на много трудния си живот. Обаче дядо Илия силно се интересува от хода на черковната борба и сега най-големият му идеал е да доживее да види в Неврокоп български владика. | “ |

През 1894 година е сред участниците в тържественото посрещане на първия български екзархийски митрополит – Иларион Неврокопски. Сътрудничи на Стефан Веркович при събиране на етнографски материали. Поддържа кореспонденция с Йоаким Груев, Васил Чолаков, Христо Тъпчилещов, Стефан Захариев и други по проблемите на просветните и църковно-националните борби. Разпространява сред населението български вестници и книги. Дарител е на местното читалище и девическо училище. Заради дейността си, многократно е преследван и арестуван от османските власти.
Илия Дуков умира в родния си град на 30 декември 1896 година на преклонна възраст. Той е баща на просветната деятелка Екатерина Дукова, на общественика Никола Дуков и на военния деец и революционер Атанас Дуков.